# Pleopeltis de
Pleopeltis de là một loài dương xỉ trong họ Polypodiaceae. Loài này được Kockii v.A.v.R. mô tả khoa học đầu tiên năm 1911.
Danh pháp khoa học của loài này chưa được làm sáng tỏ. 